# やなぎ公園 (札幌市)
やなぎ公園（やなぎこうえん）は、北海道札幌市白石区平和通5丁目北8に所在する公園。

## 概要
この地はかつて鈴木煉瓦製造場を経営していた鈴木家の邸宅跡であり、園内に繁るカエデやニレの樹は、当時の邸宅の庭に植えられていたものである。
煉瓦製造場の社長を務めた鈴木豊三郎（3代目）は、日本国産初の貯炭式ストーブ「福禄ストーブ」の開発者として知られており、ゆかりの地である当園は煉瓦とストーブをテーマに造られている。
煉瓦を敷き詰めた水遊び場には福禄ストーブ型の噴水が設けられ、夏場はストーブに乗せられた薬缶の口から水が噴き出す。
また砂場には、もうひとつの福禄ストーブ型造形物がある。

## ギャラリー

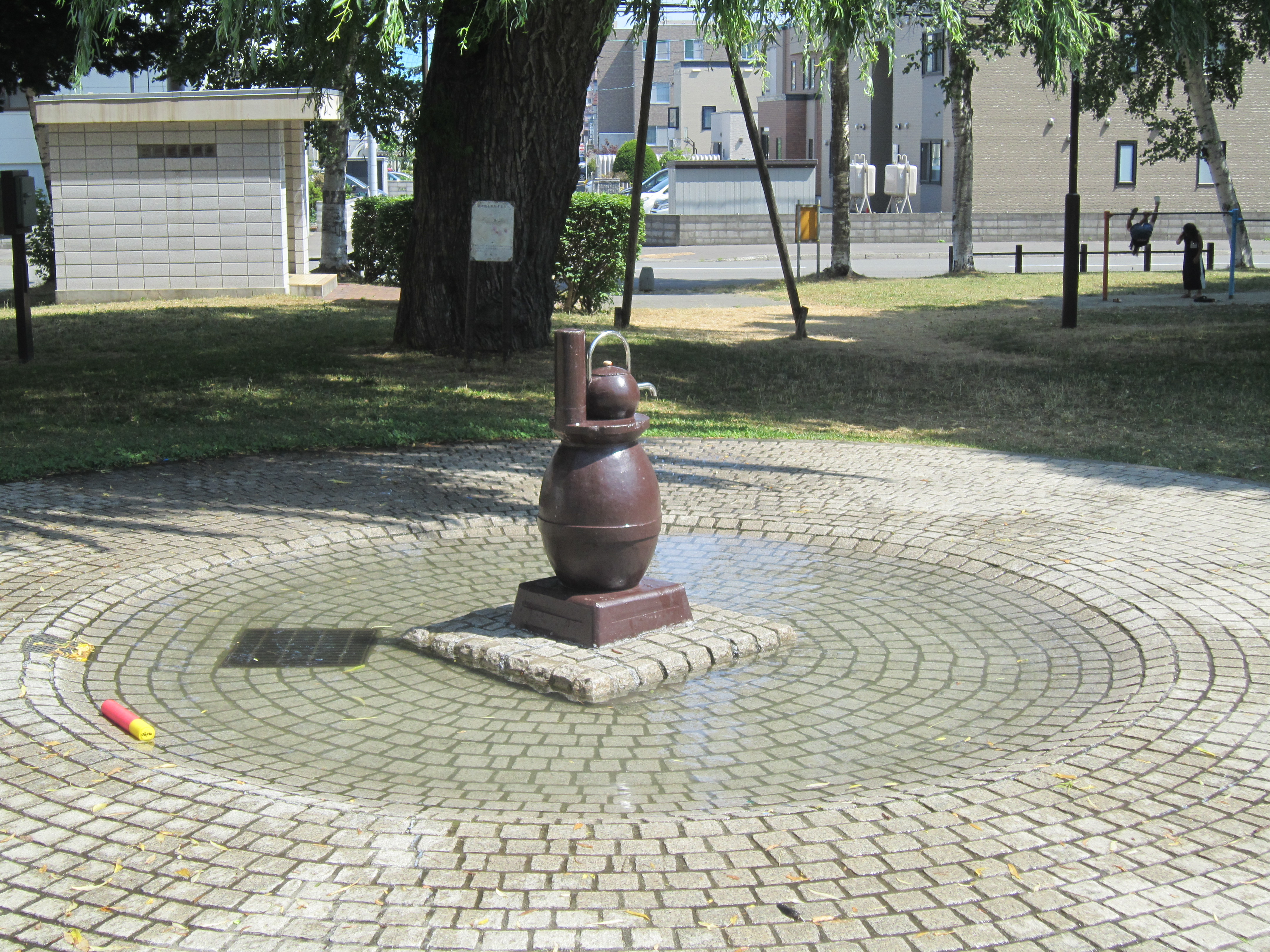
噴水
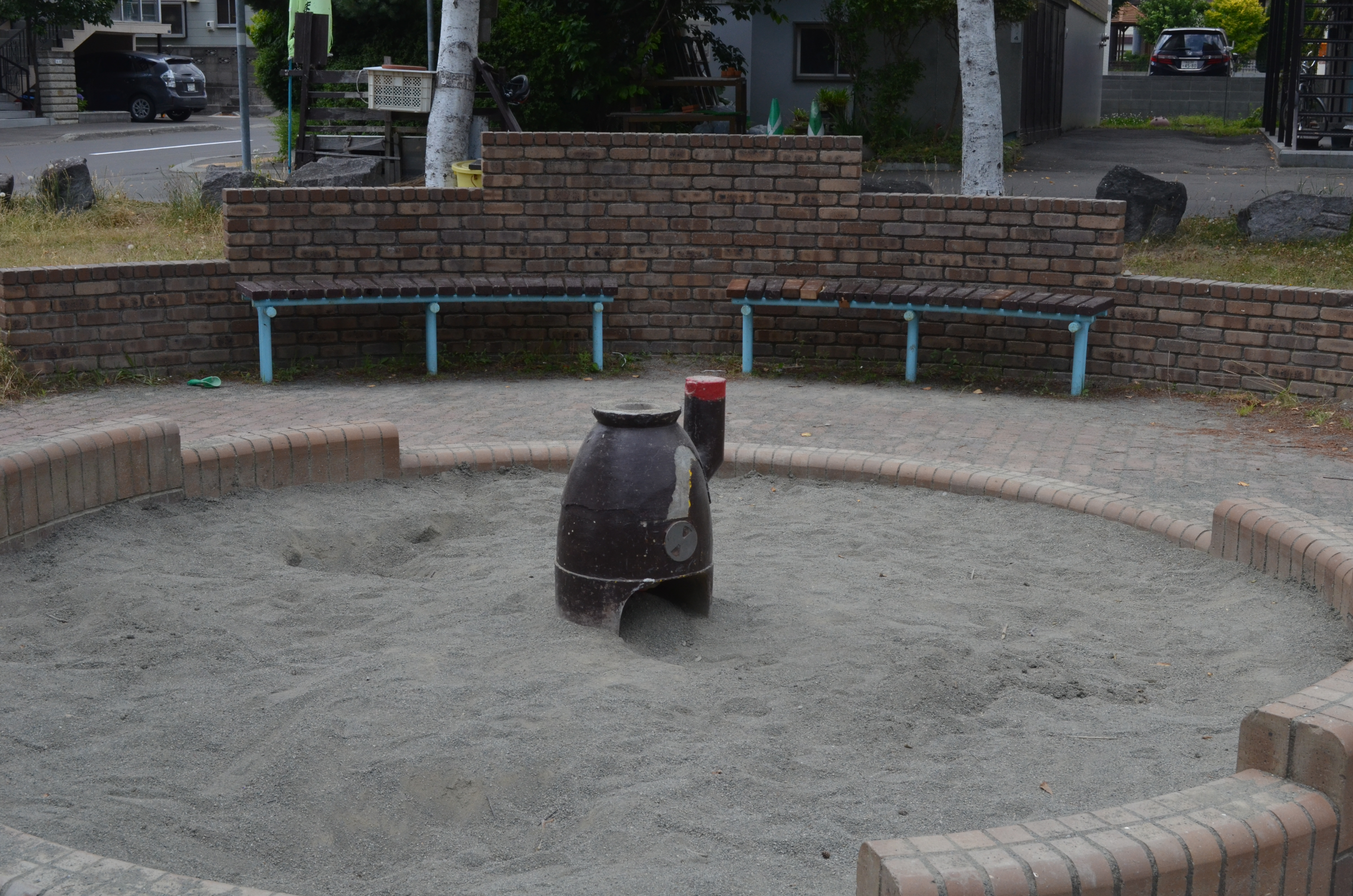
砂場